# Mittenothamnium deguchii
Mittenothamnium deguchii är en bladmossart som beskrevs av Nishimura och Hiroshi Kanda 1990. Mittenothamnium deguchii ingår i släktet Mittenothamnium och familjen Hypnaceae. Inga underarter finns listade i Catalogue of Life.